# Pp Merdeka
Pp Merdeka is een bestuurslaag in het regentschap Padang Lawas Utara van de provincie Noord-Sumatra, Indonesië. Pp Merdeka telt 159 inwoners (volkstelling 2010).